# DCU Center
Le DCU Center est une salle polyvalente de Worcester dans l'État du Massachusetts aux États-Unis.

## Historique
Elle est construite entre 1977 et 1982. Depuis, elle a fait l'objet d'un agrandissement en 1997 et de plusieurs rénovations (2009, 2012 et 2013).

## Évènements
- Concert de Madonna (The Virgin Tour), le 2 juin 1985.
- 4 et 5 juin 1990 concerts de Madonna Blond Ambition World Tour 1990.
- Concerts de Madonna (Re-Invention Tour), les 27, 28 et 30 juin, ainsi que le 1er juillet 2004.